# Jacques de Foix
Ne doit pas être confondu avec Jacques de Foix-Rabat.
Jacques de Foix, né vers 1470 et mort vers 1508, infant de Navarre, comte de Montfort, est un prince français et navarrais du XVe siècle.

## Biographie
Il est le dernier né du comte Gaston IV de Foix († 1472) et de la reine Éléonore de Navarre († 1479). Il est élevé en Navarre, auprès de sa mère.

### Activité en Navarre
À la mort de sa mère c'est son neveu François Phébus qui devient roi de Navarre, sous la régence de sa mère Madeleine de France. Cependant la Navarre se trouve dans une situation de guerre civile (luttes des factions Beaumont et Gramont). Jacques, connaisseur de la situation, devient un des collaborateurs de Madeleine. Il l'accompagne en juin 1481 jusqu'à Saragosse pour négocier avec son oncle Ferdinand le Catholique l'arrêt des hostilités de la part des Beaumont.
François Phébus, couronné roi de Navarre en 1482, étant subitement décédé en 1483, la couronne revient à sa sœur Catherine de Navarre. Les troubles ayant repris en Navarre, empêchant la présence de Catherine dans le royaume, Jacques est nommé par la régente vice-roi de Navarre en juin 1484. Résidant à Pampelune il essaie de calmer les deux factions opposées, mais sans succès. Le 28 mars 1485 il épouse même Anne de Peralta, fille du gramontais Pierre de Peralta, mais cela ne fait qu'exiter les Beaumont.
Madeleine de France ayant entre-temps choisi Jean d'Albret pour épouser sa fille Catherine, elle retire la charge de vice-roi à Jacques pour nommer à sa place Alain d'Albret, père du nouveau roi (septembre 1486). Catherine et Jean seront finalement couronnés à Pampelune en janvier 1494. Peu après, en avril 1494, Jacques, veuf d'Anne de Peralta, se remarie avec Catherine de Beaumont, fille du chef de cette faction. Il reçoit aussi à la même époque le titre de comte de Cortes.

### Activité en France et en Italie
Jacques, également oncle d'Anne de Bretagne, reine de France depuis 1491, fréquente aussi la cour de Charles VIII de France. Comme faveur il devient comte engagiste de Montfort. 
Il participe ensuite aux premières guerres d'Italie. Louis XII de France, nouvel époux d'Anne de Bretagne s'empare du royaume de Naples en septembre 1501. C'est à ce moment qu'est organisée une expédition navale contre les Turcs, concrétement contre l'île de Mytilène. Le chef de l'expédition est Philippe de Clèves-Ravenstein. Jacques de Foix est un des principaux volontaires à participer. Le siège de Mytilène eut lieu en octobre-novembre 1501, mais devant l'absence de succès, il fut levé, et la flotte, au retour vers l'Italie, fut victime des tempêtes.
En juin 1507, Jacques de Foix est envoyé par Louis XII au-devant de Ferdinand le Catholique pour préparer l'entrevue de Savone entre les deux souverains. Il mourut peu de temps après cet épisode.

## Unions et descendance
En premières noces, en 1485, il épousa Anne de Peralta, fille de Pierre de Peralta et d'Isabelle de Foix.
Veuf, il se remarie en 1494 avec Catherine de Beaumont, fille de Louis de Beaumont, comte de Lerin et d'Éléonore d'Aragon, fille naturelle du roi Jean II.
Il n'eut pas de postérité de ces unions mais eut deux fils illégitimes, de mère inconnue :
- Frédéric de Foix, seigneur d'Almenêches
- Jacques de Foix, évêque d'Oloron puis de Lescar.